# Alain Corbellari
 (novembre 2024).
Alain Corbellari, né le 17 février 1967 à La Chaux-de-Fonds, est un enseignant et écrivain neuchâtelois, professeur associé de littérature française médiévale à l'Université de Lausanne et à l'Université de Neuchâtel.

## Biographie
Alain Corbellari a réalisé une thèse à la Sorbonne en 1996, publiée aux éditions Droz en 1997, Joseph Bédier écrivain et philologue. Il est spécialiste de l'histoire des études médiévales et de la réception de la littérature du Moyen Âge dans la modernité. 
Auteur également d'un opéra pour enfants sur le thème d'Alice au pays des merveilles, de poèmes symphoniques, de pièces pour piano et de mélodies, Alain Corbellari a travaillé sur Charles-Albert Cingria et sur les écrits musicaux de Romain Rolland. 

## Distinction
- 2013 : Prix Meylan pour Les mots sous la note

## Publications
- La mer illusoire : récit (roman d'anticipation), Lausanne, L'Âge d'homme, 2006, 141 p. (ISBN 2825136565)
- Les mots sous les notes. Musicologie littéraire et poétique musicale dans l'œuvre de Romain Rolland, Genève, Droz, 2010, 118 p. (ISBN 9782364412767)
- Des fabliaux et des hommes : narration brève et matérialisme au Moyen Âge, Genève, Droz, 2015, 215 p. (ISBN 9782600018845)
- Prismes de l’amour courtois, Dijon, Éditions universitaires de Dijon, 2018, 118 p. (ISBN 9782364412767)
- Le Moyen Âge à travers les âges, Neuchâtel, Alphil, 2019, 132 p. (ISBN 9782889500260)[1]
- Petite histoire de la littérature médiévale : à la manière de Pierre Desproges ; suivie de deux textes médiévaux retrouvés et édités selon l'antique protocole des grands éditeurs scientifiques, Prilly, Presses Inverses, 2021, 113 p. (ISBN 9782940718085)[2]
- La Suisse romande au miroir de la littérature médiévale, Neuchâtel, Alphil, coll. « Carrefour des savoirs », 2024, 183 p. (ISBN 9782889501199)[3],[4]

## Sources
- « Alain Corbellari », sur la base de données des personnalités vaudoises sur la plateforme « Patrinum » de la Bibliothèque cantonale et universitaire de Lausanne.
- sites et références mentionnés
- 4e de couverture de La mer illusoire
- Bédé, ciné, pub et art d'un média à l'autre, p. 286
- Publications de Alain Corbellari sur Cairn.info
- https://applicationspub.unil.ch/interpub/noauth/php/Un/UnPers.php?PerNum=25943&LanCode=37